# Horst Giese (Designer)
Horst Giese (* 1931 in Warlow; † 1987) war ein deutscher Industrie-Designer in der DDR.

## Leben und Werk
Giese absolvierte eine Lehre als Elektroinstallateur. Von 1950 bis 1953 studierte er in Wismar an der Fachschule für gestaltende Technik (ab 1951 Fachschule für angewandte Kunst) und von 1953 bis 1958 bei Rudi Högner und Ernst Rudolf Vogenauer an der Hochschule für bildende und angewandte Kunst Berlin-Weißensee. Schon als Student schuf Giese 1957 das Design des Radiogeräts Berolina K, das auf der Vierten Deutschen Kunstausstellung gezeigt wurde, und mit Jürgen Peters das Design des Fernsehgeräts Weißensee. Beide Geräte wurden dann vom VEB Stern-Radio Berlin produziert.
Zu Gieses Kommilitonen gehörten u. a. auch Clauss Dietel, Erich John, Martin Kelm und Lutz Rudolph. Wie diese setzte Giese in der Industrie der DDR gestalterische Maßstäbe.
Von 1958 bis 1963 war Giese wissenschaftlicher Mitarbeiter, dann Assistent und Oberassistent in der Abteilung Technische Formgestaltung der Hochschule für industrielle Formgestaltung Halle – Burg Giebichenstein. Er arbeitete dabei auch unter dem Dach des von Absolventen gegründeten Instituts für Entwurf und Entwicklung u. a. mit Kelm, dem Holzgestalter Heinz Barth und den Designern Manfred Heintze, Albert Krause und Günter Reißmann zusammen.
Ab 1963 war Giese in Berlin wissenschaftlicher Mitarbeiter und von 1965 bis 1972 Leiter des Sektors Maschinen und Anlagen des Zentralinstituts für Gestaltung. Danach hatte er leitende Funktionen in dem daraus entstandenen Amt für Industrielle Formgestaltung.
Von Giese, z. T. gemeinsam mit anderen Designern, designte technische Geräte und Haushaltsgeschirr aus Plastematerialien gingen in die Serienproduktion. Einige dieser Produkte waren hinsichtlich der Technologie und der Form für die DDR führend. 1981 erhielt Giese im Kollektiv mit Peters und Reißmann den Designpreis der DDR.

## Von Giese designte Produkte (Auswahl)

### Technische Geräte
- Fernsehgerät Alex (1957; mit Peters; produziert vom VEB Sternradio Berlin)[4]
- Kleinbild-Sucherkamera Penti (1957/1958; produziert vom VEB Kamera- und Kinowerk Dresden)[5]
- Radiogerät Jalta 506 (1960; produziert vom VEB Sternradio Sonneberg)[6]
- Elektromechanische Wanduhr electrochron (1962; 1978 ausgezeichnet als Gutes Design, produziert vom VEB Uhrenwerk Glashütte)[7]
- Radiogerät Halle 5120 (etwa 1963)[8]

### Geschirr
- Rührschüsseln aus Meladur (nach 1958, mit Martin Kelm; produziert vom VEB Pressstoffwerk Dr. Erani, Spremberg)[9]
- Campinggeschirr (1960, Polyäthylen; produziert vom VEB Presswerk Tambach-Dietharz)[10]
- Trinkflasche (1960, Polyäthylen; produziert vom VEB Presswerk Tambach-Dietharz)[11]
- Kaffeedosen (1964, Polystyrol; mit Günter Reißmann; produziert vom VEB Formaplast Sohland)[12]

## Ausstellungen (mutmaßlich unvollständig)
- 1958, 1962/1963 und 1967/1968: Dresden, Vierte bis VI. Deutsche Kunstausstellung

### Postum
- 1993: Halle, Staatliche Galerie Moritzburg, und Karlsruhe, Badisches Landesmuseum („Burg Giebichenstein. Die hallesche Kunstschule von den Anfängen bis zur Gegenwart“)
- 2021: Weil am Rhein, Vitra Design Museum („Deutsches Design 1949 – 1989. Zwei Länder, eine Geschichte“)

## Weitere Literatur
- Giese, Horst. In: Dietmar Eisold (Hrsg.): Lexikon Künstler in der DDR. Verlag Neues Leben, Berlin 2010, ISBN 978-3-355-01761-9, S. 253